# 葛飾郡
[[Category:東京府・埼玉縣・千葉縣・茨城縣已廢除的郡]]

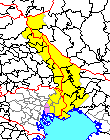
東京府・埼玉縣・千葉縣・茨城縣葛飾郡的範圍（粉紅：之後編入東京市的區域）

葛飾郡（かつしかぐん）是曾存在東京府・埼玉縣・千葉縣・茨城縣的郡。至中世為止，全域屬於下總國。西接武藏國的埼玉郡・豐島郡。
江戶時代初期，分割西半分（葛西）予武藏國，設置武藏國葛飾郡。
1868年，東京府（現在的東京都）除外的地域設置葛飾縣。1878年，郡區町村編制法施行，一部分割為東葛飾郡・西葛飾郡・南葛飾郡。翌年，殘部分割為北葛飾郡・中葛飾郡，葛飾郡消滅。

## 關連項目
- 葛飾區

| 前任者： － | 行政區變遷 ？－1879年 | 繼任者： 南葛飾郡（東京府） 北葛飾郡・中葛飾郡（埼玉縣） 東葛飾郡（千葉縣） 西葛飾郡（茨城縣） |

Template:下總國的郡